# Eugène Lomont
Eugène Lomont (Lure, 25 settembre 1864 – Lure, 12 gennaio 1938) è stato un pittore francese.

## Biografia
Marie Jules Eugène Lomont era figlio del Procuratore legale Claude Eugène Lomont, e di Marie Marceline Levrey. Nacque e morì nella casa di famiglia, il palazzetto de Vault, al n° 24 della Grand Rue della cittadina di Lure (Alta Saona).
Si dedicò alla pittura assai precocemente, incoraggiato da sua madre che era anch'ella una brillante pittrice, anche se limitava questa sua passione all'ambito familiare. Eugène era circondato da una famiglia di letterati e di esteti; anche suo fratello Charles, che era ufficiale di marina, coltivava la passione del collezionismo e scriverà un romanzo mai pubblicato. Eugène, pertanto, non ebbe difficoltà a recarsi a Parigi per seguire i corsi di Bouguereau e di Tony Robert-Fleury, ambedue docenti all’Académie Julian. 

Alla fine dei suoi studi Eugène Lomont fu ammesso a far parte delle "Société nationale des beaux-arts", ed espose con molta regolarità al "Salon" dal 1889 sino al 1896, ottenendo numerosi riconoscimenti per i suoi lavori. Partecipò anche alla mostra organizzata dal Carnegie Museum of Art di Pittsburgh, negli Stati Uniti, dalla quale riportò due premi: una medaglia di terza classe e una di seconda classe.

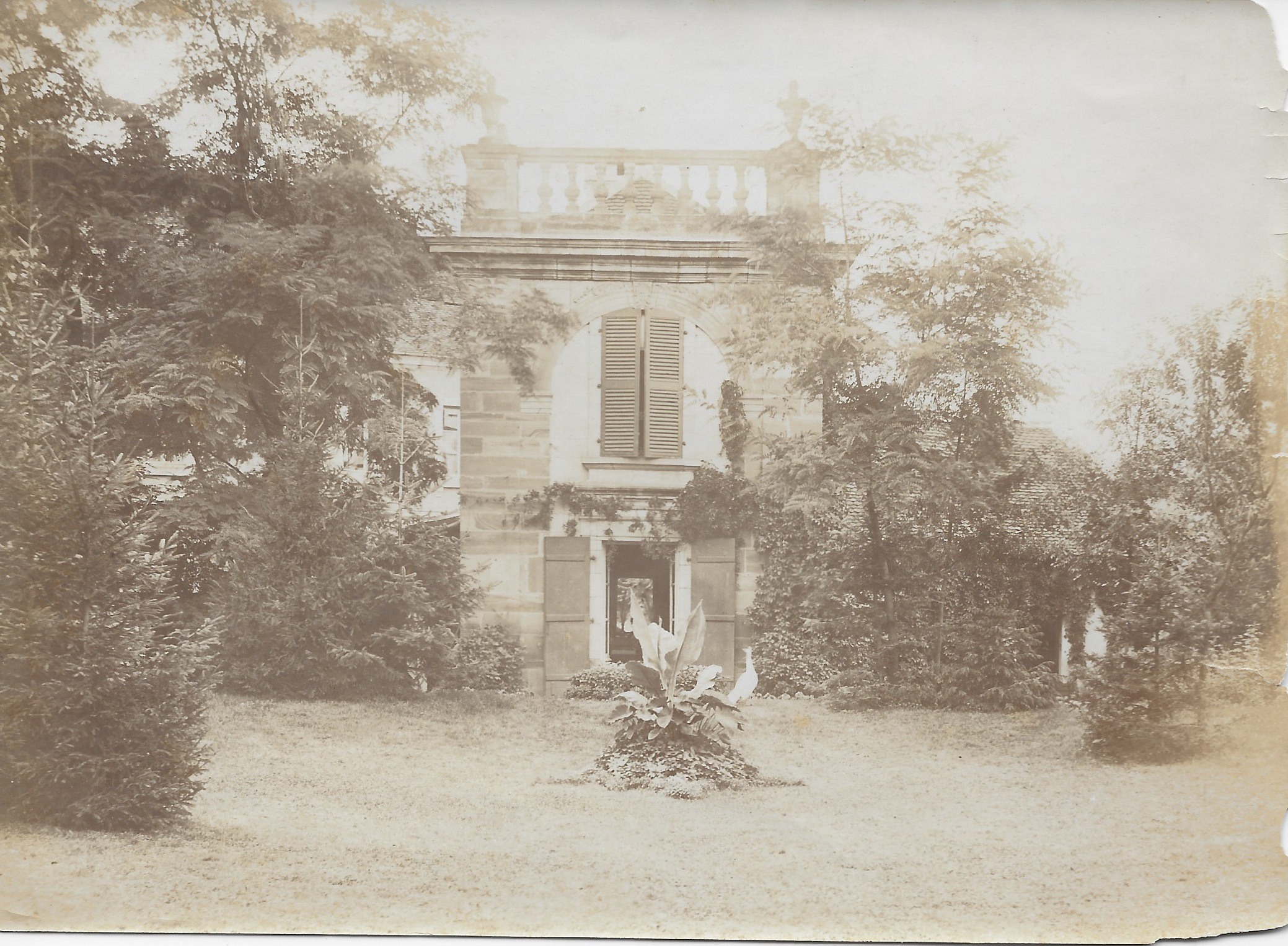
La casa di famiglia

A Parigi conobbe il pittore Jules Adler, soprannominato « il pittore degli umili »,  del quale resterà amico per tutta la vita. Incontrò anche l'artista inglese Charles Conder, un amico di Henri de Toulouse-Lautrec, che gli fece un ottimo ritratto nel 1891.

Con Charles Conder e Toulouse-Lautrec, condivise anche la passione per le belle donne. Un altro suo amico, Sir Williams Rothenstein, (pittore inglese che lo ritrasse nel 1892) lo descrive così nel suo scritto "Men and memories - A Histoty of the arts 1872-1922" : «Lomont aveva un carattere molto bello e tenero...Dipinse degli interni tranquilli e intimi ».
Anche se frequentò molti artisti dei suoi tempi, Eugène Lomont non fece mai parte di nessun movimento pittorico e la sua opera non può essere collegata ad alcuna corrente artistica. Lomont è stato un pittore della luce: fu a Rembrandt che egli si ispirò, e Rembrandt fu il suo più importante punto di riferimento.

Purtroppo, ammalatosi gravemente nel 1900, si ritirò nella sua casa di famiglia a Lure, dove sua madre lo curò e vegliò su di lui. E non dipinse più.
Qualche tempo prima di morire Lomont diede al Salon una sua tela intitolata "Sala da bagno", che lo Stato voleva acquistare per il Museo del Luxembourg. La risposta di Lomont fu secca: "O per il Louvre, o niente !". E la tela non fu veduta. 
Se Eugène Lomont resta un pittore confidenziale e misterioso nella storia della pittura francese, ciò non è certo dovuto alla sua breve carriera. È il modo con cui egli trattava la luce che ne fa un artista molto particolare. La luce era, di fatto, il principale soggetto dei suoi quadri ed è sempre la luce che conferisce ad essi uno spazio culturale e mentale del tutto contemporaneo.

## Opere
Elenco parziale.
- En prière (1889)
- L'alchimiste (1890) - Wellcome Library, Londra
- Une sorcière (1891)
- Jour d'été (1892)
- Femme artiste (1893)
- Jeu de volants (1894) - Museo di Dresda
- Lied (1895) - Museo del Luxembourg (Municipio di Vichy)
- Femmes dans un Salon (1895) - Musée d'Orsay, Parigi
- La lettre (1895)
- Femme se mirant (1896)
- Femme à sa toilette (1898) - Museo di Beauvais
- Portrait de ma mère (1899) - collezione privata, Parigi
- Femme en bleu (1910) - collezione privata, Parigi

(In preghiera)

(L'alchimista)

(Strega)

(Giorno d'estate)

(Donna artista)

(Il gioco dei volani)

(Canzone)

(Donne in un Salon)

(La lettera)

(Donna che si rimira)

(Donna alla toeletta)

(Ritratto di mia madre)

(Donna in blu)

## Galleria d'immagini

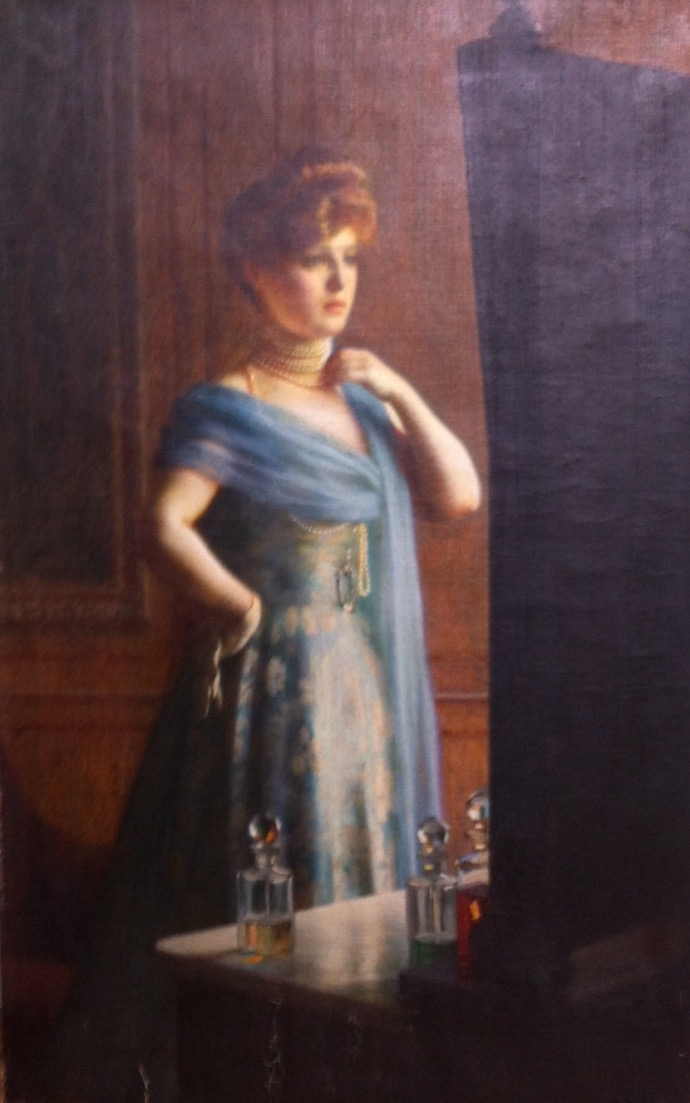
Donna in blu, 1910
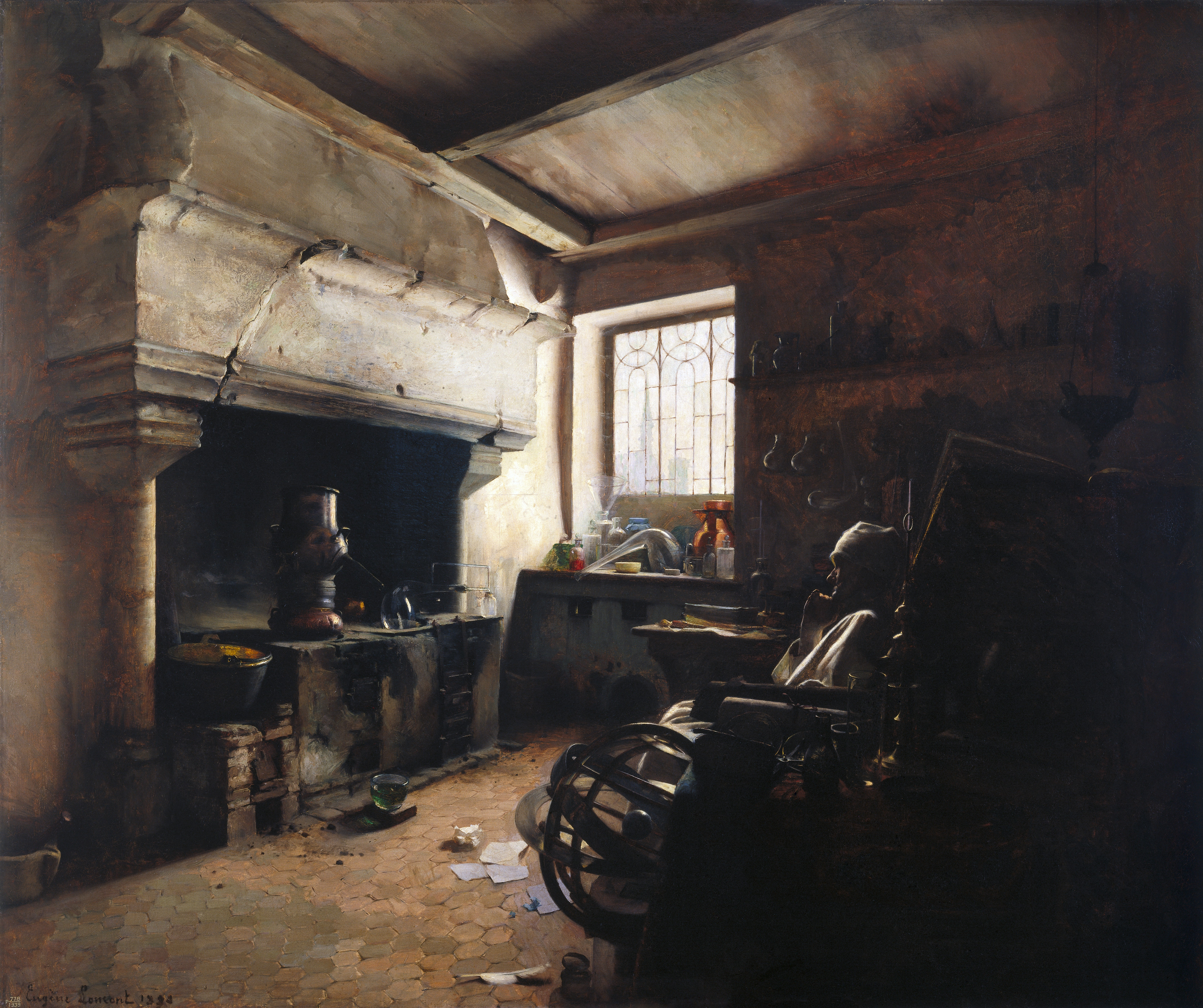
L'alchimista, 1890
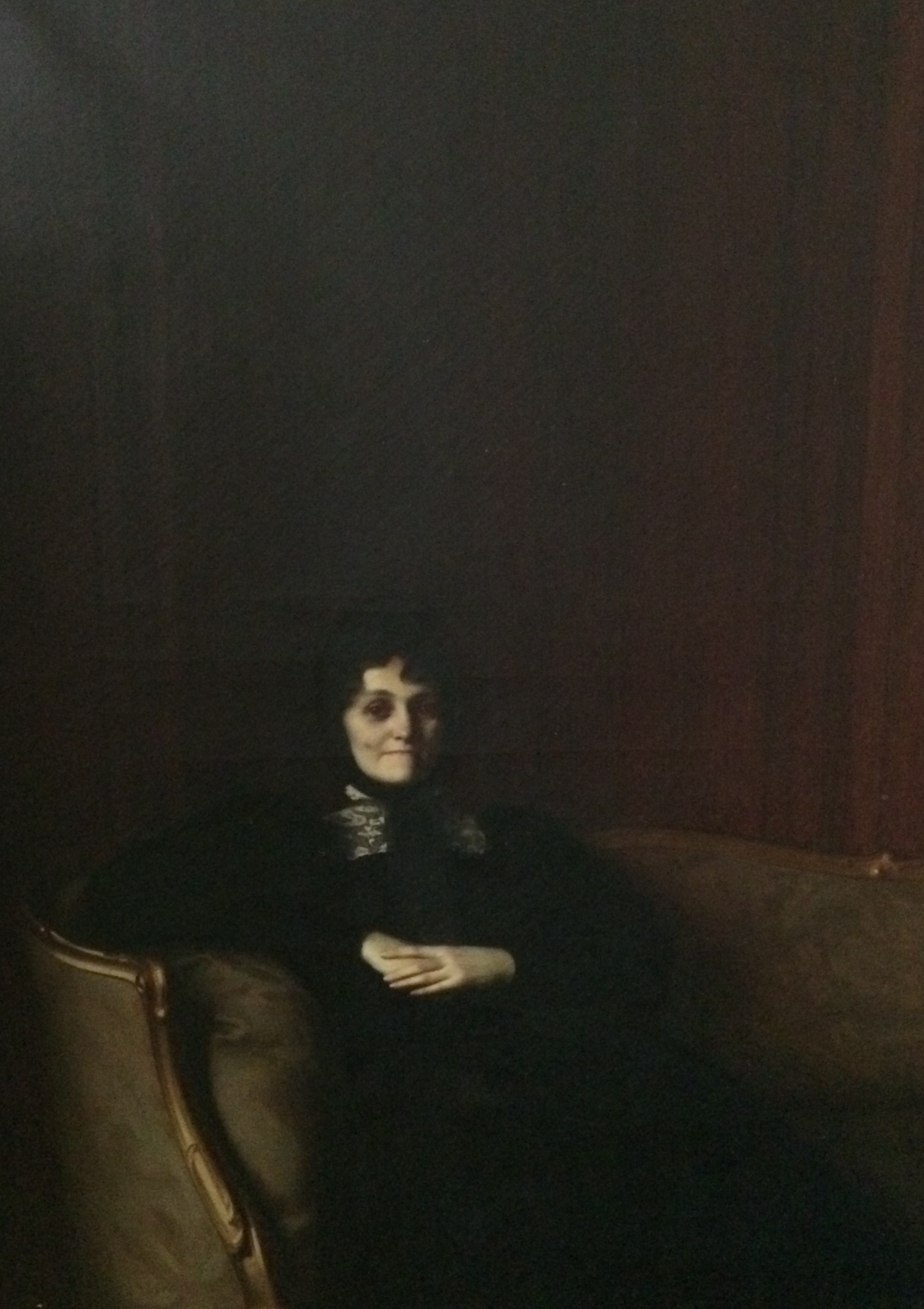
Ritratto di mia madre, 1899